# La Cité (quartier d'Arles)
Pour les articles homonymes, voir La Cité.

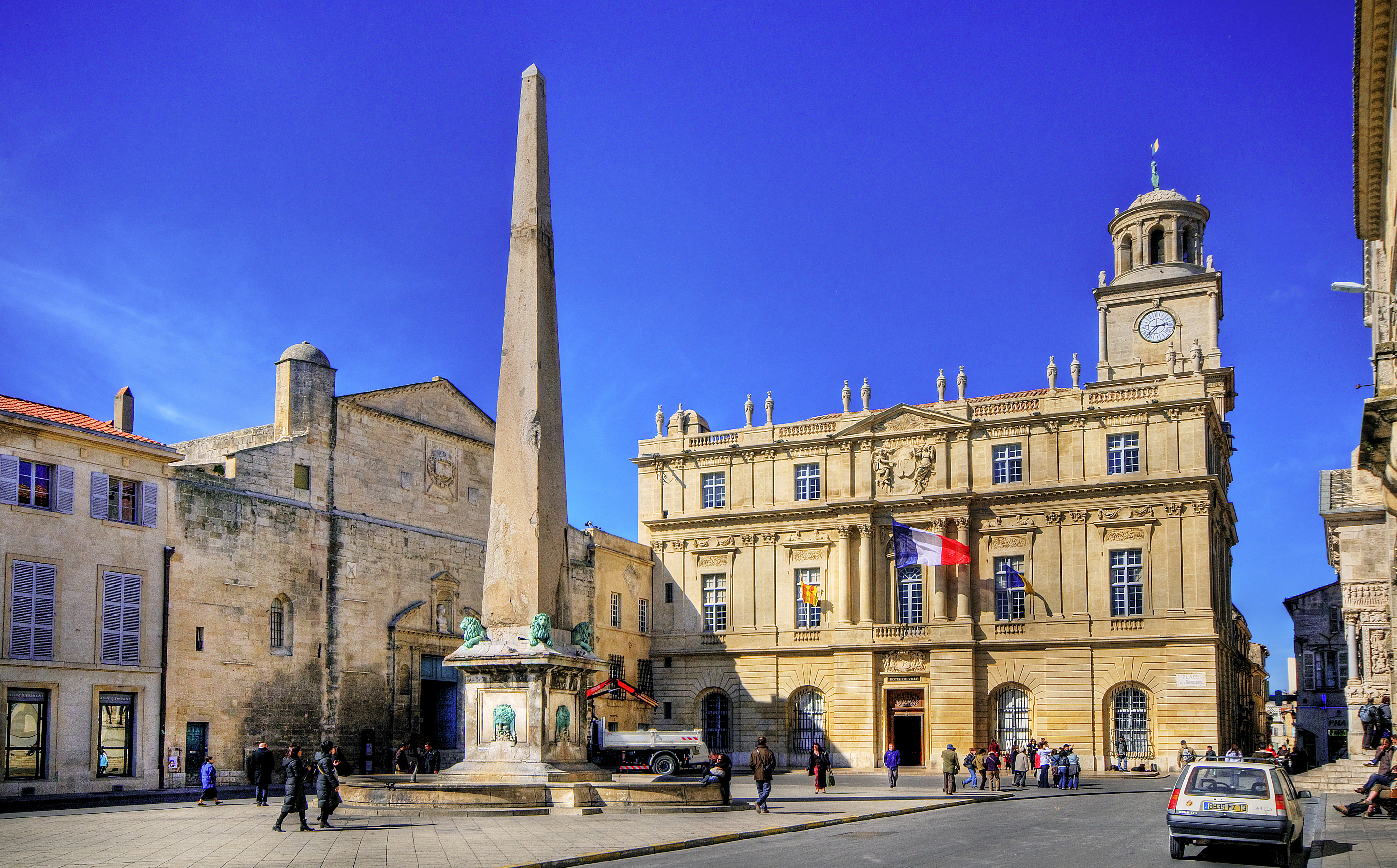
Quartier de la Cité - La place de la République avec l'hôtel de ville

Le Cité est un quartier d'Arles. Il était le centre politique et religieux de la cité depuis l’Antiquité. Cette dénomination, d’origine médiévale, est désormais rarement utilisée; on l'appelle maintenant quartier de l'hôtel de ville en référence à l’un de ses édifices les plus connus.

## Description

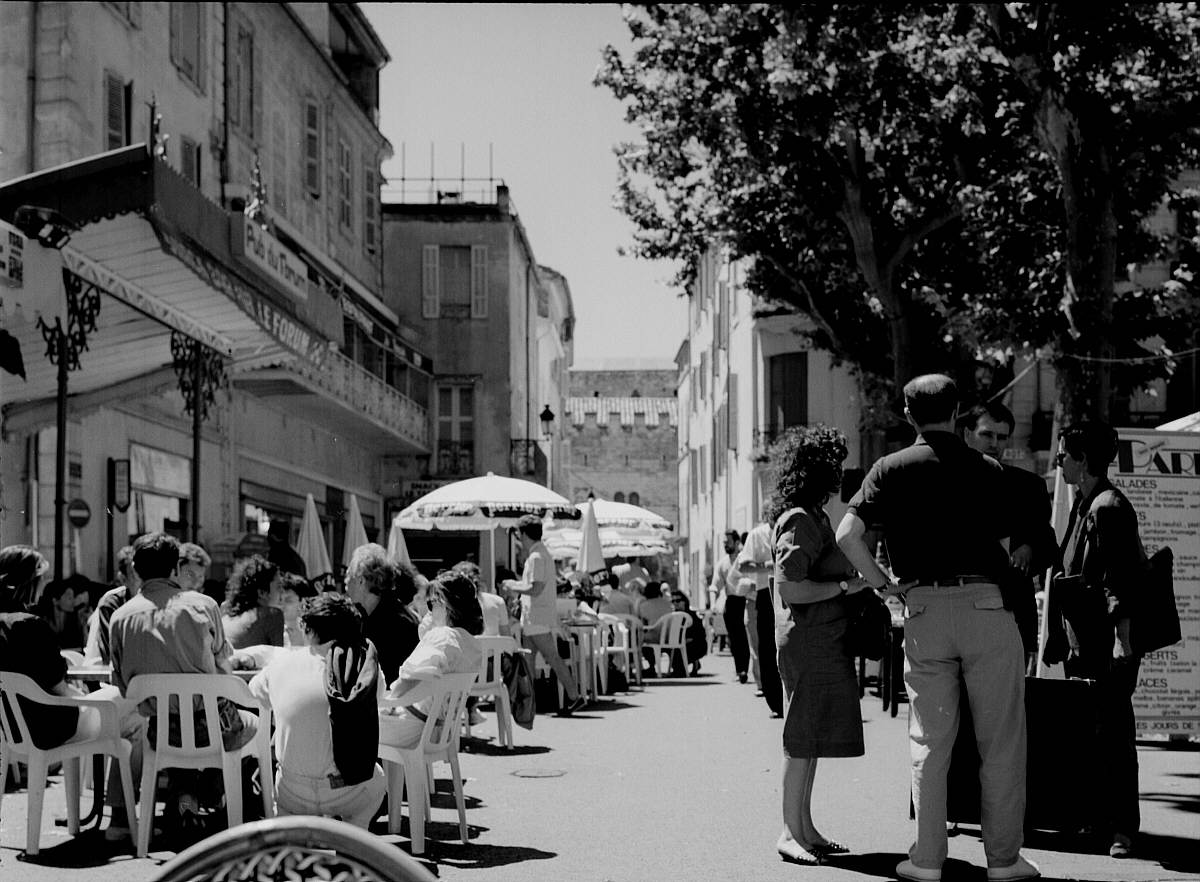
Quartier de la Cité - La place du Forum

Le quartier d'Arles appelé la Cité est situé au centre de la ville, entre les quartiers du Méjan et de la Roquette à l’ouest, de l’Hauture à l'est et de Portagnel et de la Cavalerie au nord-est. Au nord, il s’étend jusqu’au Rhône et au sud il est limité par le boulevard des Lices.
Aujourd’hui, c’est un quartier qui se distingue à la fois par sa richesse architecturale et par son animation notamment lors de la Féria, ce qui explique qu'il soit aussi prisé des Arlésiens que des visiteurs. Comme l’ensemble du centre ville, il fait partie du secteur sauvegardé.

## Histoire

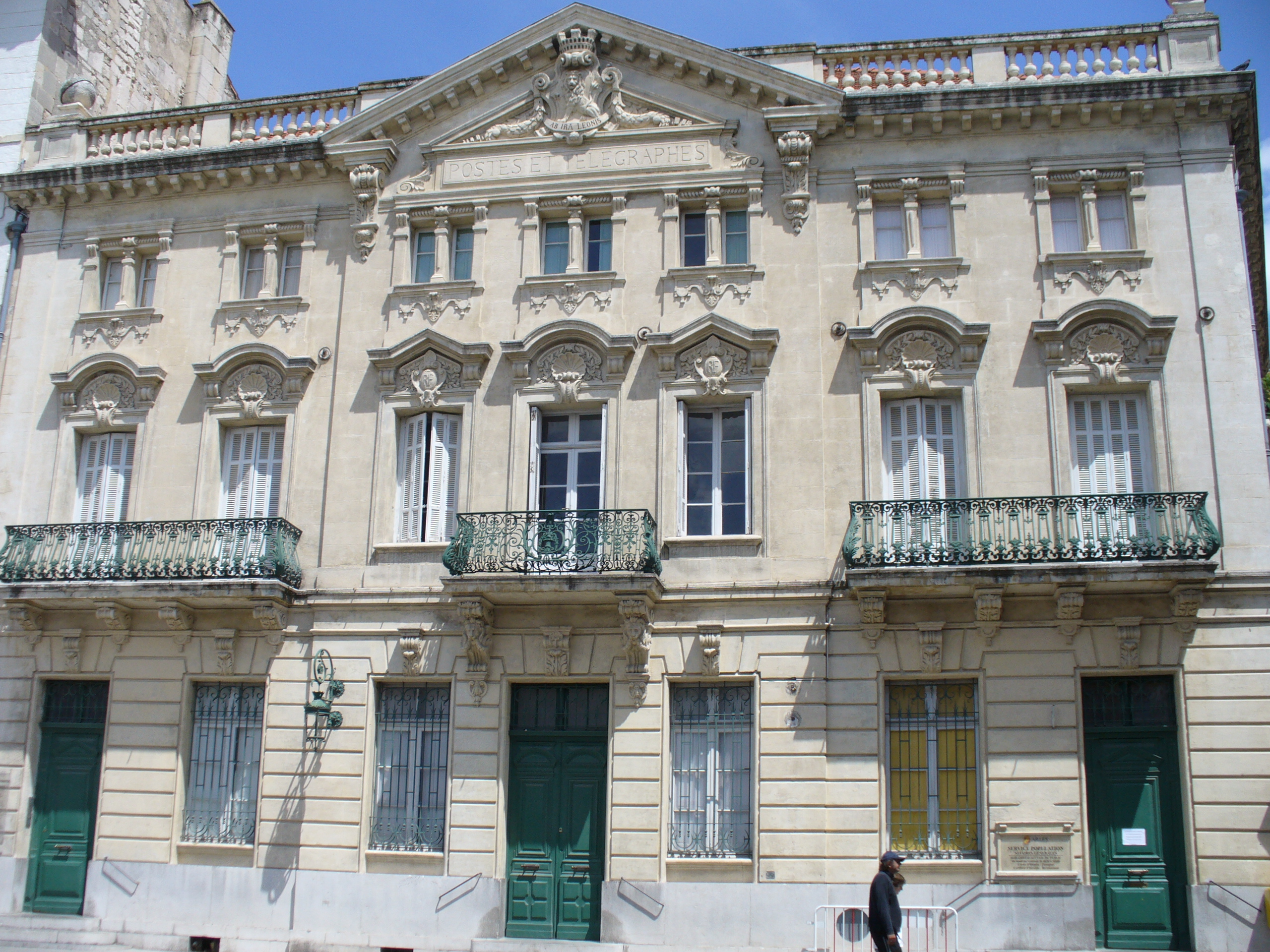
Arles, l'ancien Hôtel des Postes, édifié en 1898 par l'architecte arlésien Auguste Véran et son fils Léon.

Quartier aménagé dès le premier plan d’urbanisme romain du Ier siècle av. J.-C. à l’intersection des voies majeures de la cité : le cardo (nord-sud) et le decumanus (est-ouest), le quartier de l'Hôtel de ville reçoit au Ve siècle le siège épiscopal (cathédrale Saint-Étienne) transféré de l’Hauture en bordure du forum.

Il devient à la fin de l’Antiquité et durant le Haut Moyen Âge un refuge pour la population décimée par les épidémies de peste qui abandonne les quartiers périphériques à la suite des invasions menaçant la cité. Le tracé des murailles est resserré et s’appuie sur les monuments (théâtre antique, l’amphithéâtre). Ce quartier se métamorphose ainsi en une citadelle pour une région ravagée. De cette période date la notion et le nom du quartier de la Cité. 

À la fin du Xe siècle, la sécurité revenue, la ville se développe et de nouveaux quartiers, les « bourgs » apparaissent au-delà des remparts. Ces nouveaux quartiers encadrent alors peu à peu celui de la Cité, devenu entre-temps seigneurie de l'archevêque d'Arles.

Le cœur de la Cité se transforme ensuite progressivement, notamment à la Renaissance et aux XVIe et XVIIe siècles avec de riches hôtels particuliers. 

Carte d'Arles en 2008.

Toutefois, l’opération d’urbanisme la plus spectaculaire, demeure la construction de l’hôtel de ville conçu par l’architecte arlésien Jacques Peytret et les divers réaménagements de ses alentours, jusqu’à offrir la place de la République que nous connaissons actuellement. 
 
Au XIXe siècle de nombreux notables s’y installent et la rue Gambetta est percée à la suite d’une vaste opération immobilière ; le quartier accueille à cette époque la sous-préfecture et le siège de nombreuses banques.